# Cautethia
Cautethia là một chi bướm đêm thuộc họ Sphingidae.

## Các loài
- Cautethia carsusi - Haxaire & Schmit, 2001
- Cautethia exuma - McCabe 1984
- Cautethia grotei - Edwards 1882
  - Cautethia grotei apira - Jordan, 1940
  - Cautethia grotei hilaris - Jordan, 1940
- Cautethia noctuiformis - (Walker 1856)
  - Cautethia noctuiformis bredini - Cary, 1970
  - Cautethia noctuiformis choveti - Haxaire, 2002
- Cautethia simitia - Schaus 1932
- Cautethia spuria - (Boisduval 1875)
- Cautethia yucatana - (Clark 1919)

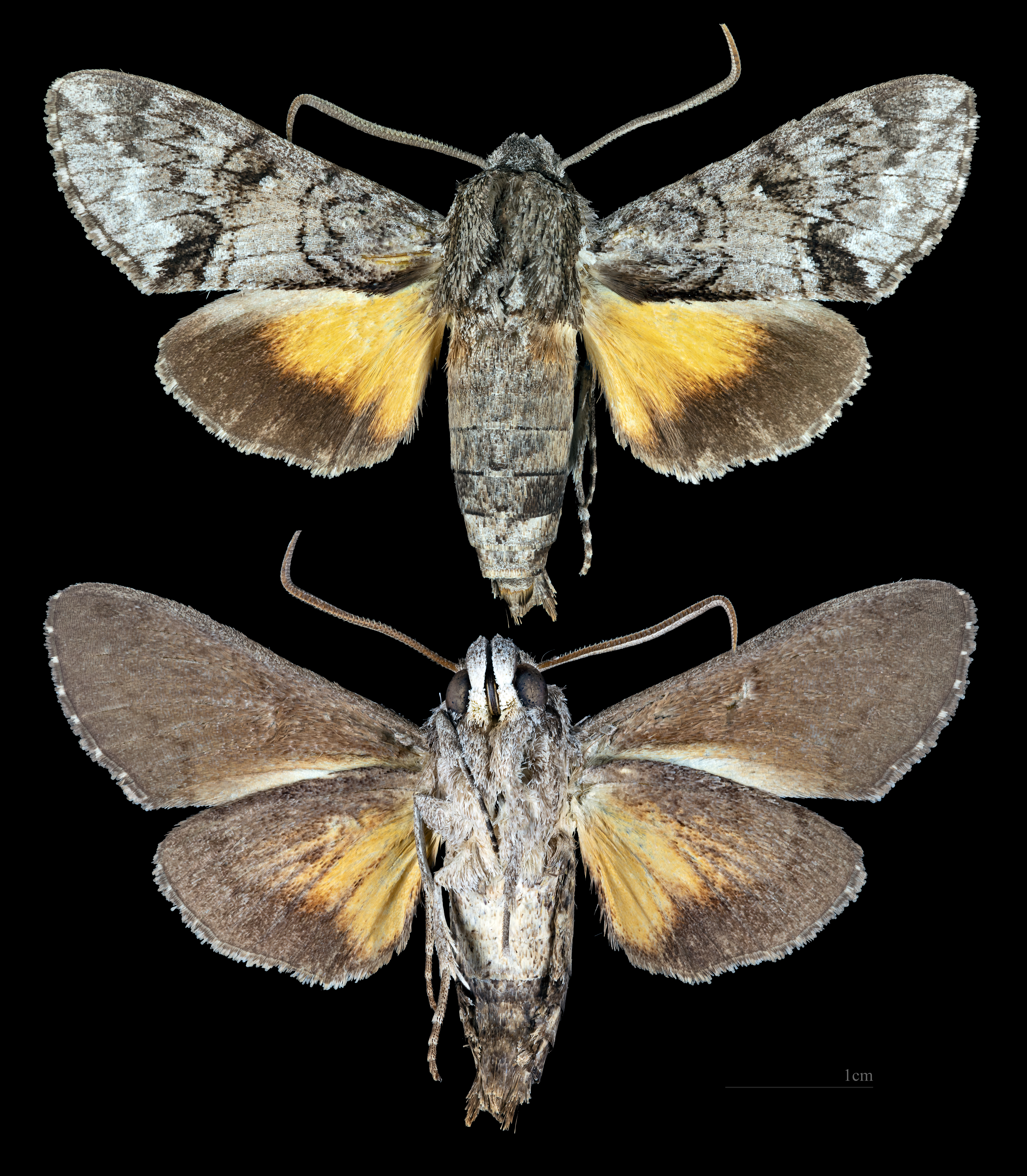
Cautethia grotei
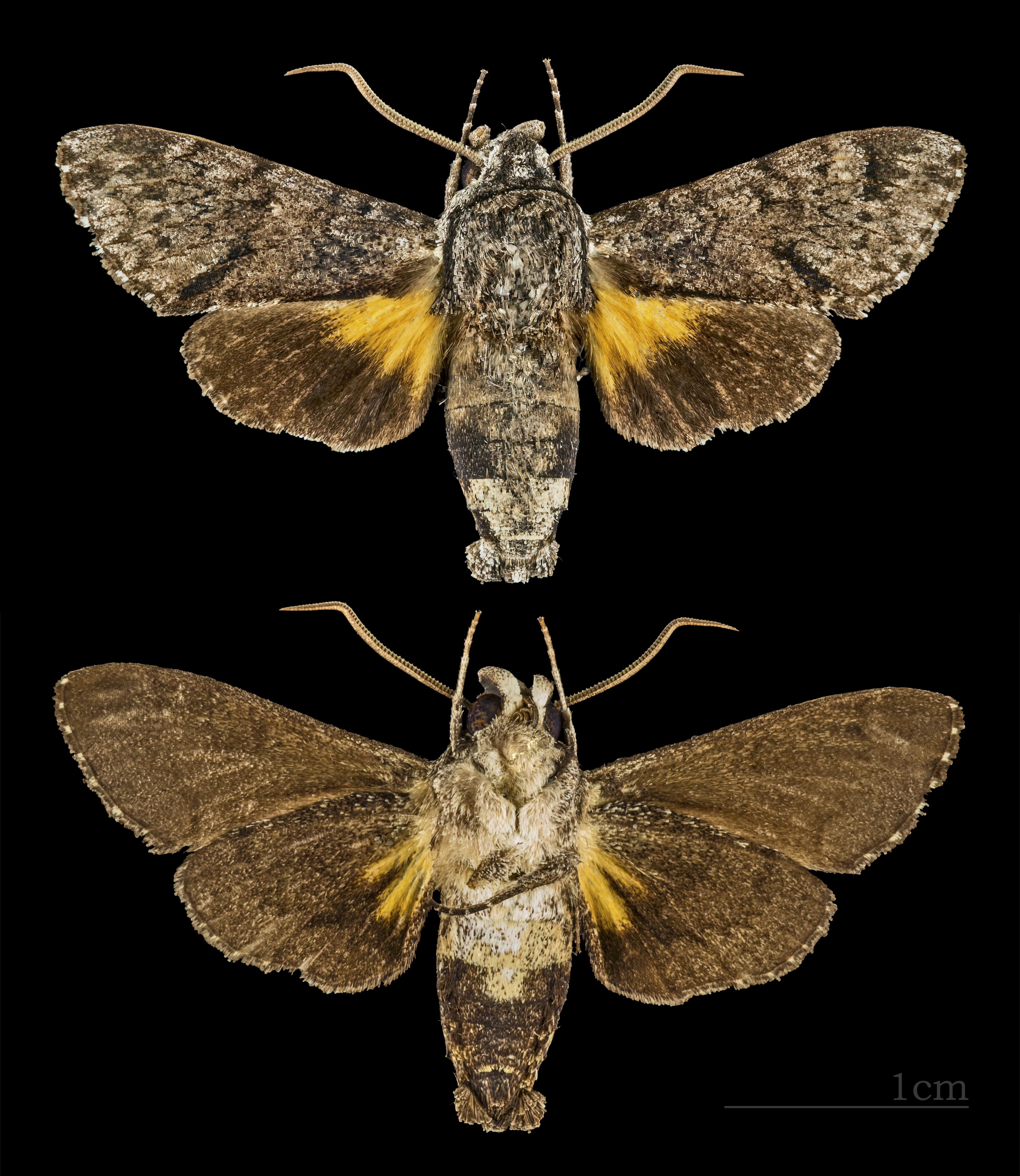
Cautethia spuria
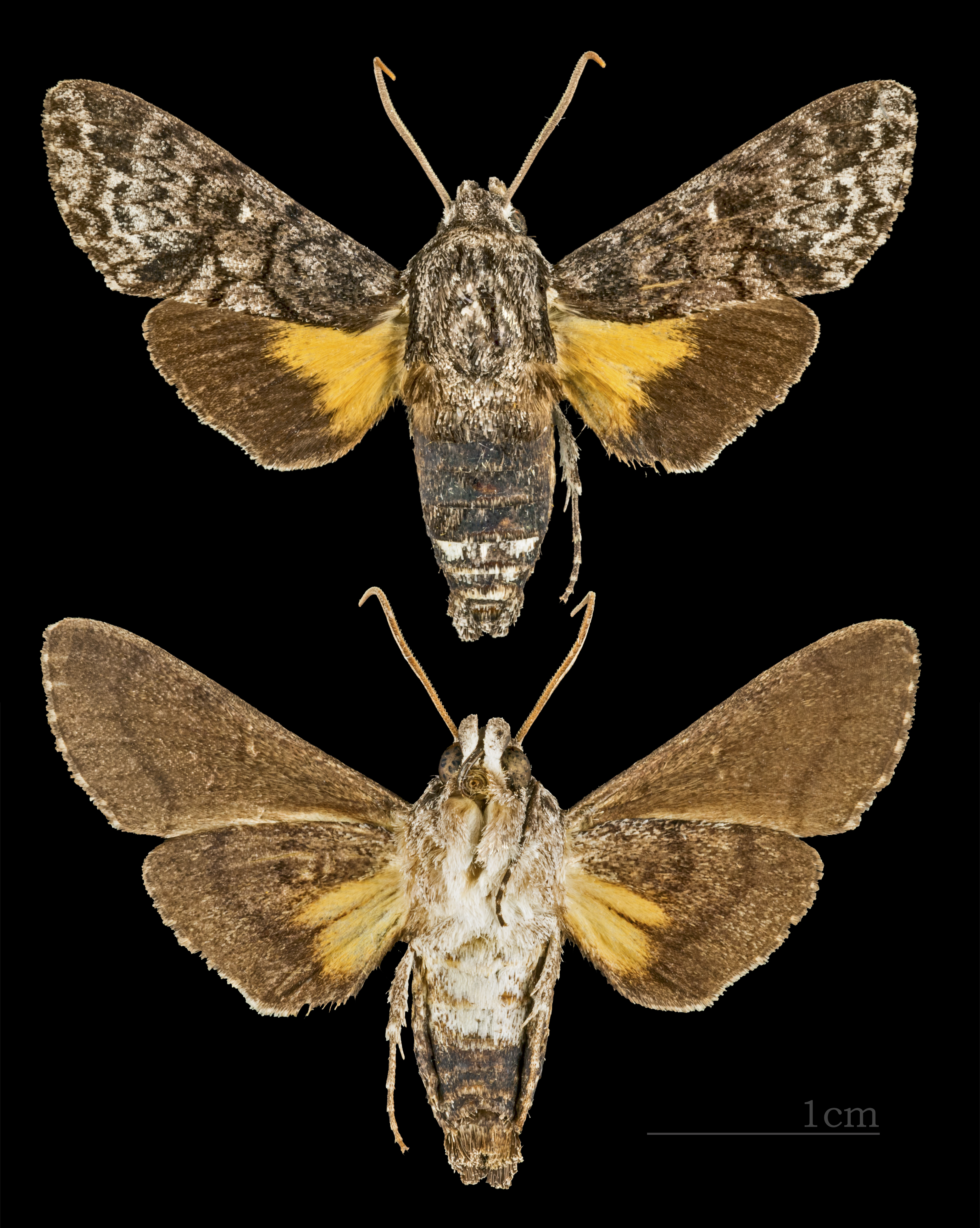
Cautethia yucatana